# Che originali!
Che originali! (¡Qué originales!) es una farsa per musica en un acto con música de Simon Mayr y libreto en italiano de Gaetano Rossi, basado a su vez en una farsa francesa del año 1779. Se estrenó el 18 de octubre de 1798 en el Teatro San Benedetto de Venecia. 
La primera grabación de esta farsa se hizo del 23 al 25 de noviembre de 1998, bajo la dirección musical de Franz Hauk.